# Младенци
Младенци се празнују 22. марта а посвећени су успомени на страдање светих четрдесет Мученика Севастијских, који су за Христову веру пострадали 320. године. Сви ови мученици беху младићи, па је наш народ тај дан узео као празник на који млади супружници (младенци) у своме дому примају госте, а ови им доносе поклоне и на тај начин им помажу на започетку њиховог брака и живота у брачној заједници. Младе домаћице тога дана дочекују госте у својој кући и показују своје умеће и спретност домаћице. Овде ваља напоменути да Младенци увек падају уз пост, јер Часни пост почиње обично почетком или средином марта, и зато свака гозба која се спрема овог дана, мора бити посна, ради здравља и напретка деце младих супружника. Празник младих брачних парова увек се обележава у време Васкршњег поста. Међутим, када Младенци падну у Чисту седмицу, правило је да се помери у викенд пре.

## Обичај за Младенце
Најпознатији, најочуванији и највише поштован обичај за Младенце јесте да жене устају рано и месе колачиће од пшеничног брашна. Они су у народу познати као младенчићи и симболизују дуг, срећан и сладак брачни живот. Симболично, младенчићи се премазују медом и нуде свим гостима који тога дана долазе у кућу младог брачног пара.